# Хасбара
Хасбара (ивр. הַסְבָּרָה‎ — «разъяснение») — публичная дипломатия Израиля, то есть усилия по связям с общественностью по распространению положительной информации за рубежом о Государстве Израиль и его действиях в противовес пропаганде его противников.
Была создана в 2009 году по инициативе Министерства иностранных дел. Группа, специализирующаяся на «интернетной войне», включает оплачиваемых сотрудников, чья работа заключается в трёхсменном пребывании в Интернете с целью распространения произраильской информации.
Пример борьбы с антиизраильской пропагандой — сатирический ролик We Con the World, созданный в июне 2010 года израильским интернет-сайтом сатиры и критики СМИ «Латма» в ответ на необоснованное, по мнению авторов клипа, осуждение действий Израиля. Государство к этому ролику отношения не имеет, и «Латма» делала свой ролик по своей инициативе и за свой счёт.
В прошлом израильская контрпропаганда была ответной реакцией, пытаясь объяснить действия Израиля. Теперь официальные органы Израиля, в том числе пресс-секретарь израильских сил обороны и министерство иностранных дел, вложили средства в профессиональные группы по проектированию и коммуникациям, чтобы улучшить содержание предыдущих боевых действий. ЦАХАЛ больше не отвечает критикам в СМИ.
По мнению некоторых источников, особое внимание уделяется выработке у участников навыков ведения дискуссий в Интернете. Активисты борьбы с антиизраильской пропагандой обвиняют своих оппонентов в антисемитизме.